# Gunnarella
Gunnarella é um género botânico pertencente à família das orquídeas (Orchidaceae).